# United States Hockey League
Cet article concerne la ligue actuelle. Pour l'ancienne ligue de hockey, voir United States Hockey League (1945-1951).
La United States Hockey League (USHL) est le niveau le plus élevé de hockey sur glace junior aux États-Unis. La ligue comprend 17 équipes localisées dans le Midwest du pays, comprenant des joueurs de 20 ans ou moins. L'USHL est strictement amateur. Elle forme des joueurs pouvant ensuite évoluer dans le championnat NCAA. 
La ligue a été créée en 1961 comme une ligue semi-professionnelle jusqu'en 1979, où elle est devenue amateur. L'USHL a accueilli la première joueuse professionnel de hockey sur glace en 1969-1970 quand les Iron Rangers de Marquette ont signé Karen Koch.
La United States Hockey League est également le nom porté par une ligne mineure professionnelle qui a existé entre 1945 et 1951.

## Équipes

### Équipes actuelles
| Équipe                                                     | Date de fondation | Ville                 |
| ---------------------------------------------------------- | ----------------- | --------------------- |
| Thunder de Bloomington                                     | 2014-2015         | Bloomington Illinois  |
| RoughRiders de Cedar Rapids                                | 1999-2000         | Cedar Rapids Iowa     |
| Steel de Chicago                                           | 2000-2001         | Bensenville, Illinois |
| Fighting Saints de Dubuque                                 | 2010-2011         | Dubuque, Iowa         |
| Gamblers de Green Bay                                      | 1994-1995         | Green Bay, Wisconsin  |
| Capitols de Madison                                        | 2014-2015         | Madison, Wisconsin    |
| Lumberjacks de Muskegon                                    | 2010-2011         | Muskegon, Michigan    |
| United States National Team Development Program (Team USA) | 2009-2010         | Ann Arbor, Michigan   |
| Phantoms de Youngstown                                     | 2009-2010         | Youngstown, Ohio      |

| Équipe                   | Date de fondation | Ville                      |
| ------------------------ | ----------------- | -------------------------- |
| Buccaneers de Des Moines | 1980-1981         | Urbandale, Iowa            |
| Force de Fargo           | 2008-2009         | Fargo, Dakota du Nord      |
| Stars de Lincoln         | 1996-1997         | Lincoln, Nebraska          |
| Lancers d'Omaha          | 1986-1987         | Council Bluffs, Iowa       |
| Musketeers de Sioux City | 1979-1980         | Sioux City, Iowa           |
| Stampede de Sioux Falls  | 1999-2000         | Sioux Falls, Dakota du Sud |
| Storm de Tri-City        | 2000-2001         | Kearney, Nebraska          |
| Black Hawks de Waterloo  | 1980-1981         | Waterloo, Iowa             |

| Équipe | Date de fondation | Ville |
| ------ | ----------------- | ----- |
|        |                   | ,     |

### Logo

Logo de 2004 à 2011
Logo de 2011 à 2016
Logo depuis 2016

### Anciennes équipes
- Admirals de Milwaukee (transférée dans la LIH)
- Oak Leafs de Des Moines (transférée dans la LIH)
- Heartland Eagles de Saint-Louis
- ScareCrows de Topeka
- Bears de Fargo-Moorhead
- Bobcats de Green Bay
- Stars de Minneapolis
- Capitols du Wisconsin
- Flyers de Thunder Bay
- Ice Sharks de Fargo-Moorhead
- Crude de Tulsa
- Wings de Danville
- Mustangs de Rochester
- Mavericks de Austin
- Vulcans de Saint-Paul/Twin Cites
- Fighting Saints de Dubuque
- Huskies de North Iowa
- Nordiques de Hennepin
- Iron Rangers de Marquette
- Blue Jackets Junior de l'Ohio
- Ice de l'Indiana

## Récompenses
Plusieurs trophées sont offerts chaque saison par la USHL aux équipes ou aux joueurs afin de les récompenser pour leur succès.

### Trophées d'équipe
- Coupe Clark : coupe remise à l'équipe victorieuse des séries éliminatoires.
- Coupe Anderson : coupe remise à l'équipe victorieuse de la saison régulière.
- Équipe de l'année de l'USHL : titre remis à l'équipe ayant démontré un niveau d'excellence et d'accomplissement élevé sur et hors glace tout au long de la saison.

### Trophées individuel
- Trophée Curt Hammer : trophée remis au joueur ayant démontré la meilleure conduite sur et hors glace tout en conservant un niveau de jeu élevé.
- Joueur de l'année de l'USHL : titre remis au joueur le plus utile (MVP) à son équipe en saison régulière.
- Recrue de l'année de l'USHL : titre remis au joueur par excellence disputant sa première saison dans la ligue.
- Attaquant de l'année de l'USHL : titre remis au joueur jugé le meilleur à la position d'attaquant lors de la saison régulière.
- Défenseur de l'année de l'USHL : titre remis au joueur jugé le meilleur à la position de défenseur lors de la saison régulière.
- Gardien de l'année de l'USHL : titre remis au joueur jugé le meilleur à la position de gardien de but lors de la saison régulière.
- Joueur-étudiant de l'année de l'USHL : titre remis au joueur ayant allié les meilleurs résultats dans le sport et dans ses études.
- Entraîneur de l'année de l'USHL : titre remis à l'entraîneur par excellence en saison régulière.
- Directeur de l'année de l'USHL : titre remis au directeur-général par excellence.

## Records de la ligue

### Équipe
| Record                                              | Nbr   | Détenteur                                             | Remarque                                                                            |
| --------------------------------------------------- | ----- | ----------------------------------------------------- | ----------------------------------------------------------------------------------- |
| Plus de points                                      | 97    | Buccaneers de Des Moines                              | en 56 parties (1998-1999)                                                           |
| Plus de victoires                                   | 48    | Buccaneers de Des Moines                              | en 56 parties (1998-1999)                                                           |
| Plus de victoires consécutives                      | 19    | Buccaneers de Des Moines                              | du 1er novembre 1998 au 6 janvier 1999                                              |
| Plus de défaites                                    | 48    | Lancers d'Omaha Storm de Tri-City                     | 1986-1987 2008-2009                                                                 |
| Plus de victoires en fusillade                      | 8     | Gamblers de Green Bay                                 | 1997-1998                                                                           |
| Plus de victoires en prolongation                   | 7     | RoughRiders de Cedar Rapids                           | 2001-2002                                                                           |
| Plus de blanchissages                               | 17    | Lancers d'Omaha                                       | 2001-2002                                                                           |
| Plus de blanchissages consécutif                    | 3     | Musketeers de Sioux City                              | 1999-2000                                                                           |
| Plus de buts                                        | 358   | Musketeers de Sioux City                              | 1985-1986                                                                           |
| Plus de buts contre                                 | 453   | Lancers d'Omaha                                       | 1986-1987                                                                           |
| Plus de buts en un match                            | 18    | Black Hawks de Waterloo Flyers de Thunder Bay         | (9-11-1985) Waterloo 18, Thunder Bay 3 (29-11-1987) Thunder Bay 18, Omaha 3         |
| Plus de buts en un match (2 équipes)                | 22    | Black Hawks de Waterloo et Fighting Saints de Dubuque | (18-1-1982) Waterloo 16, Dubuque 6                                                  |
| Plus de buts en une période                         | 11    | Mustangs de Rochester                                 | 4 octobre 1996 contre Sioux City (Rochester gagna le match 16-4)                    |
| Plus de buts en une période (2 équipes)             | 13    | Mustangs de Rochester et Musketeers de Sioux City     | 4 octobre 1996, Rochester 11 buts Sioux City 2 buts (Rochester gagna le match 16-4) |
| Plus de minutes de punition                         | 1 983 | Flyers de Thunder Bay                                 | 1996-1997                                                                           |
| Plus de minutes de punition en un match             | 172   | Musketeers de Sioux City                              | 22 février 1991 contre Dubuque                                                      |
| Plus de minutes de punition en un match (2 équipes) | 313   | Flyers de Thunder Bay et Fighting Saints de Dubuque   | 13 janvier 1990                                                                     |

### Individuels
| Record                                              | Nbr | Détenteur        | Équipe                      | Remarque                          |
| --------------------------------------------------- | --- | ---------------- | --------------------------- | --------------------------------- |
| Plus de buts en une saison                          | 67  | Rod Taylor       | Musketeers de Sioux City    | 1986-1987                         |
| Plus de buts en un match                            | 6   | Mike Duffey      | Black Hawks de Waterloo     | 26 février 1983 contre Des Moines |
| Plus de passes en une saison                        | 79  | Tim Ferguson     | Musketeers de Sioux City    | 1985-1986                         |
| Plus de passes en un match                          | 7   | Darryl Blazino   | Flyers de Thunder Bay       | 28 novembre 1987 contre Omaha     |
| Plus de points en une saison                        | 135 | Tim Ferguson     | Musketeers de Sioux City    | 1985-1986                         |
| Plus de points en un match                          | 9   | Chris Ferraro    | Black Hawks de Waterloo     | 18 janvier 1992                   |
| Plus de buts en avantage numérique en une saison    | 24  | Rod Taylor       | Musketeers de Sioux City    | 1986-1987                         |
| Plus de buts en désavantage numérique en une saison | 9   | Mark Mowers      | Fighting Saints de Dubuque  | 1993-1994                         |
| Plus de minutes de punition en une saison           | 316 | Chad Stauffacher | Gamblers de Green Bay       | 1996-1997                         |
| Plus de minutes de punition en un match             | 42  | Alex Simonson    | Steel de Chicago            | 7 février 2009                    |
| Plus de blanchissages en une saison                 | 11  | Dan Ellis        | Lancers d'Omaha             | 1999-2000                         |
| Plus de victoires par un gardien en une saison      | 40  | Brady Hjelle     | RoughRiders de Cedar Rapids | 2010-2011                         |